# Baia di Andvord
La baia di Andvord (in inglese Andvord Bay), centrata alle coordinate (64°50′S 62°39′W), è una baia lunga 17 km e larga 6, situata sulla costa di Danco, nella parte occidentale della Terra di Graham, in Antartide. La baia è delimitata da capo Beneden e da punta Duthiers.
Nella baia, o comunque nelle cale presenti sulle sue coste, si gettano diversi ghiacciai, tra cui l'Arago, il Bagshawe, il Moser e il Rudolph.

## Storia

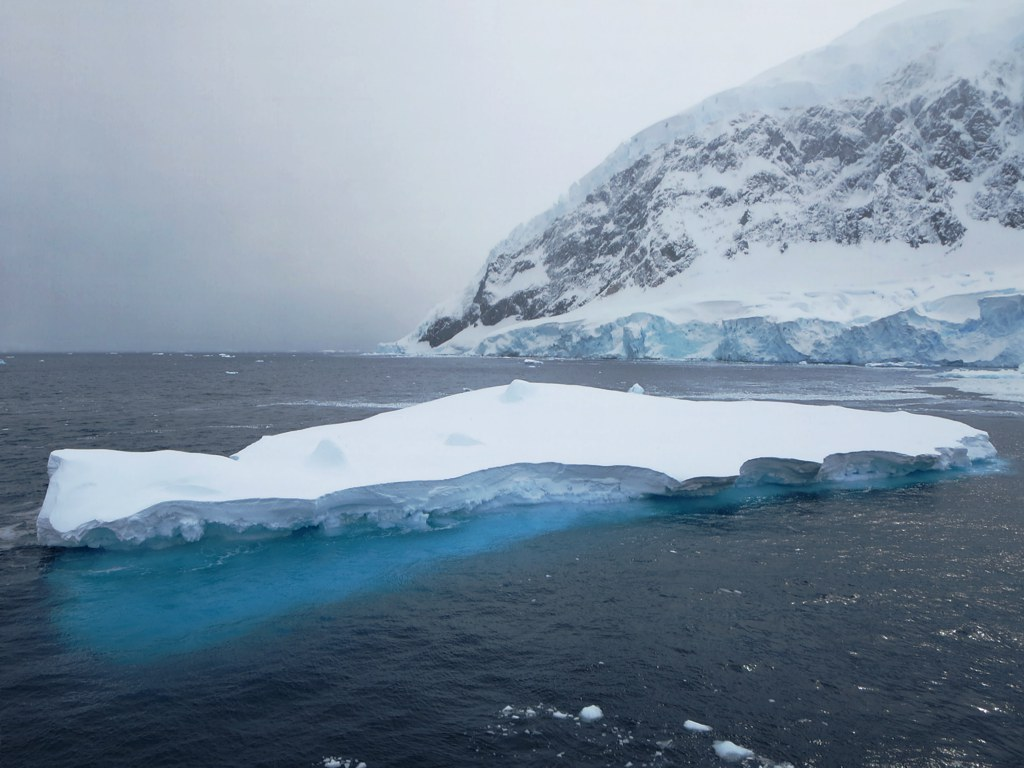
Un'immagine della baia di Andvord.

La baia di Andvord è stata scoperta dalla spedizione belga in Antartide del 1897-99, comandata da Adrien de Gerlache, ed è stata così battezzata dallo stesso Gerlache  in onore di Rolf Andvord, che a quel tempo era il console norvegese per il Belgio, come riconoscimento all'assistenza da lui fornita nell'acquisto della Belgica.
Nella baia è situata una famosa meta per le crociere turistiche, ossia Neko Harbour (letteralmente porto Neko), scoperta sempre da Gerlache agli inizi del ventesimo secolo e che deve il suo nome alla baleniera scozzese Neko, che operò nell'area tra il 1911 e il 1924.